# بی‌باک (فیلم ۲۰۲۰)
بی‌باک (انگلیسی: Fearless) (به شیوه نوشتاری Fe@rLeSS_) یک فیلم پویانمایی رایانه‌ای کمدی علمی-تخیلی کانادایی-آمریکایی به نویسندگی کارگردانی کوری ادواردز است. در این فیلم گبریل یونیون، میگل و یارا شهیدی به ایفای نقش پرداخته‌اند. فیلم در ۱۴ اوت ۲۰۲۰ توسط نتفلیکس منتشر شد.

## خلاصه داستان
داستان در مورد پسر نوجوانی به اسم «رِید» هست که به بازی‌های ویدئویی علاقه زیادی دارد و یک بازی به نام استاد سیاره‌ها را هر روز بازی می‌کند اما ناگهان یک روز که در حال بازی بود، بازی یک اخطار مهم به رید می‌دهد اما رید جدی نمیگرد و اتفاق بزرگی می‌افتد که…